# Fairacres, Novi Meksiko
Fairacres je neuključeno područje i popisom određeno mjesto u okrugu Doñi Ani u američkoj saveznoj državi Novom Meksiku. 
Prema popisu stanovništva SAD 2010., imao je 824 stanovnika.

## Zemljopis
Zemljopisni položaj je 32°18′14″N 106°50′48″W / 32.30389°N 106.84667°W (32.3047245,-106.8366351). Prema Uredu SAD-a za popis stanovništva, zauzima 5,46 km2 površine, sve suhozemne.

## Promet
U Fairacresu je poštanski ured ZIP koda 88033. Otvoren je 15. lipnja 1926. godine. U.S. Route 70 prolazi kroz naselje.

## Stanovništvo
Prema podatcima popisa 2000. ovdje je bilo 824 stanovnika, 315 kućanstava od čega 216 obiteljskih, a stanovništvo po rasi bili su 79,0% bijelci, 0,6% "crnci ili afroamerikanci", 2,5% "američki Indijanci i aljaskanski domorodci", 0,1% Azijci, 0,2% "domorodački Havajci i ostali tihooceanski otočani", 12,6% ostalih rasa, 4,9% dviju ili više rasa. Hispanoamerikanaca i Latinoamerikanaca svih rasa bilo je 55,0%.